# Nikita Efremov
Nikita Mihailovici Efremov (în rusă Никита Михайлович Ефремов; n. 30 mai 1988, Moscova, RSFS Rusă, URSS) este un actor de teatru rus, actor de voce și dublaj, cunoscut pentru rolurile sale din serialele de televiziune Londongrad (2015), The Thaw (2013) și din filmul Cenușăreasa (2012). A interpretat rolul lui Alexei Pajitnov în filmul Tetris care a avut premiera la 31 martie 2023, pe serviciul de streaming Apple TV+. Nikita este fiul lui Mihail Efremov și un nepot al lui Oleg Efremov.

## Biografie

### Viața timpurie și cariera
Nikita Efremov s-a născut la Moscova, RSFS Rusă, Uniunea Sovietică. Nikita a studiat la Gimnaziul de Fizică și Matematică, Gimnaziul Nr. 1514 – Școala Gimnazială Nr. 52 din Moscova și inițial nu a intenționat să devină actor, deși a participat întotdeauna la piesele școlare. A absolvit școala de muzică la vioară, a studiat canto și a cântat și la pian.
În 2005, a intrat la Școala de Teatru de Artă din Moscova, unde a studiat la clasa lui Konstantin Raikin⁠(d). În timpul studiilor, a avut succes pe scena studențească și a câștigat premiului de teatru „Frunza de aur 2009” la categoria  „Cel mai bun rol masculin” pentru rolul lui Alexandr Ciatski în piesa Vai de înțelepciune” (Го́ре от ума́) regizată de Viktor Rijakov. Toate rolurile din piesă au fost interpretate de absolvenții cursului de actorie al lui Konstantin Raikin.
În 2009, Nikita Efremov, absolvent al Școlii de Teatru de Artă din Moscova - Studio, a fost invitat la mai multe teatre importante din Moscova. Dintre toate propunerile, Nikita a ales Teatrul Sovremennik, care a fost fondat de bunicul său. Debutul său în acest teatru a fost rolul lui Gottfried Lenz în piesa Trei tovarăși (actorul a apărut în piesă la 1 octombrie 2009, ziua dublei aniversări a spectacolului (cu exact 10 ani a avut loc premiera și în această zi actorii au interpretat piesa pentru a trei suta oară).
În 2023, a jucat în filmul Tetris de la Apple TV +.

## Filmografie
| An   | Titlu                        | Rol                                              | Note      |
| ---- | ---------------------------- | ------------------------------------------------ | --------- |
| 2009 | Passenger                    | Baklanov                                         |           |
| 2011 | Ivan Țarevici și Lupul Sur   | Ivan Țarevici                                    | Voice     |
| 2012 | Love with Accent             | Andrei                                           |           |
| 2012 | Cinderella⁠(d)                | Pasha                                            |           |
| 2013 | Everything Began in Harbin   | Georgiy Desnin                                   |           |
| 2013 | Ivan Țarevici și Lupul Sur 2 | Ivan Țarevici                                    | Voce      |
| 2013 | Repetitsii                   | Igor                                             |           |
| 2013 | The Thaw⁠(d)                  | Oleg Efremov                                     |           |
| 2014 | Kuprin. Duel                 | Georgiy Alekseyevich Romashov, second lieutenant | Serial TV |
| 2015 | Quiet Flows the Don          | Dmitriy Korshunov                                |           |
| 2015 | Londongrad⁠(d)                | Misha Kulikov                                    | Serial TV |
| 2016 | Ivan Țarevici și Lupul Sur 3 | Ivan Țarevici                                    | Voce      |
| 2019 | Ivan Țarevici și Lupul Sur 4 | Ivan Țarevici                                    | Voce      |
| 2021 | Hostel⁠(d)                    | Vanya Simakov                                    |           |
| 2022 | Ivan Țarevici și Lupul Sur 5 | Ivan Țarevici                                    | Voce      |
| 2022 | Healthy Man                  | Igor Tihonov                                     |           |
| 2023 | Tetris                       | Alexey Pajitnov                                  |           |
| 2023 | Bibliotecarii⁠(d)             | Aleksei Vyazintsev                               | Serial TV |